# Robinsonella glabrifolia
Robinsonella glabrifolia là một loài thực vật có hoa trong họ Cẩm quỳ. Loài này được Fryxell miêu tả khoa học đầu tiên năm 1985.